# Bozdoğan (Aydın)
Bozdoğan ist eine Stadt im gleichnamigen Landkreis der türkischen Provinz Aydın und gleichzeitig ein Stadtbezirk der 2012 geschaffenen Büyükşehir belediyesi Aydın (Großstadtgemeinde/Metropolprovinz). Die Stadt liegt am Osthang des Madranbaba Dağı, eines Teils der Doğu Menteşe Dağları. Der Landkreis grenzt im Westen an Çine, im Süden an die Provinz Muğla, im Osten an Karacasu und im Norden an Nazilli und Yenipazar.
Laut dem Stadtlogo erhielt Bozdoğan bereits im Jahr 1886 den Status einer Belediye (Gemeinde).
Seit einer Gebietsreform 2014 ist der Landkreis flächen- und einwohnermäßig identisch mit der Kreisstadt, alle ehemaligen Dörfer und Gemeinden des Kreises wurden Mahalle der Stadt.